# Adam Carroll
Adam Carroll (ur. 26 października 1982 w Portadown, Irlandia Północna) – brytyjski kierowca wyścigowy rodem z Irlandii Północnej.

## Kariera
Carroll rozpoczął karierę od kartingu w 1993 roku. Po kilku latach startów zakończył ją w 1999 z kilkoma sukcesami. W 2000 zadebiutował w zimowej serii Brytyjskiej Formuły Ford. W następnym startował już w głównej serii. Po zaledwie roku startów przeszedł do bardziej prestiżowej Brytyjskiej Formuły 3, gdzie kontynuował starty jeszcze w 2003 i 2004. Najlepszym sezonem Adama w tym serialu był niewątpliwie trzeci rok startów, który zakończył z tytułem wicemistrzowskim, ulegając jedynie Nelsonowi Ângelo Piquet.
Dzięki dobrym wynikom dostał szansę angażu w samym przedsionku F1, GP2 w ekipie Super Nova Racing. Debiutancki sezon okazał się nieoczekiwanie wyśmienity w wykonaniu Carrolla. Zajął wówczas świetne 5. miejsce z dorobkiem pokaźnej sumy 53 „oczek” (5 podiów, z czego 3 triumfy), dodatkowo będąc lepszym od swojego partnera z teamu, byłego kierowcy F1, Giorgio Pantano. W następnym roku przeszedł do ekipy Racing Engineering, gdzie spodziewał się walki o tytuł. Niestety jego marzenia szybko zostały rozwiane. Mimo iż zajął czterokrotnie podium, sezon nie był już tak udany, jak w debiucie, czego głównym powodem było aż sześciokrotne nieukończenie wyścigów. Dorobek zaledwie 33 punktów, dał mu 8. lokatę w końcowej klasyfikacji.
Po zaledwie roku współpracy z hiszpańskim zespołem opuścił GP2. Sezon 2007 rozpoczął od serii DTM, gdzie startował w ekipie Futurecom TME, zasiadając w dwuletnim Audi A4. Z tego też powodu Brytyjczyk nie był w stanie osiągnąć żadnego sukcesu i po zaledwie pięciu rundach z powrotem wrócił do GP2, gdzie zastąpił w ekipie FMS International, Antônio Pizzonię. Pomimo opuszczenia pięciu wyścigów zdołał zająć dobre 7. miejsce z dorobkiem solidnych 36 punktów (5 podiów, w tym dwa zwycięstwa). Poza tym reprezentował również barwy Irlandii w A1 Grand Prix, gdzie poradził sobie całkiem dobrze, zajmując 6. pozycję w generalce.
W 2008 roku zastąpił w ekipie Giancarlo Fisichelli Adriána Vallésa, który przeszedł do innego teamu. Niestety po czterech rundach, z których ukończył tylko jedną (8. miejsce), został zastąpiony przez Estończyka, Marko Asmera. Na przełomie 2008 i 2009 roku ponownie reprezentował team Irlandii w A1 Grand Prix. Drugi rok startów okazał się dla niego mistrzowski. W walce o tytuł pokonał obrońcę tego lauru, Neela Janiego.
Po upadku serii A1 GP pozostawał bez stałego zatrudnienia. 29 kwietnia 2010 roku zespół Andretti Autosport ogłosił, że Carroll będzie kierowcą zespołu w drugiej części sezonu IZOD IndyCar Series w 2010 roku. Zadebiutował w wyścigu na torze Watkins Glen International zajmując w nim 16. miejsce.

## Statystyki
| Sezon   | Seria                                                        | Zespół                               | Wyścigi          | Zwycięstwa       | PP               | NO               | Podium           | Punkty           | Pozycja          |
| ------- | ------------------------------------------------------------ | ------------------------------------ | ---------------- | ---------------- | ---------------- | ---------------- | ---------------- | ---------------- | ---------------- |
| 1999    | Formula Palmer Audi (zimowa seria)                           |                                      |                  |                  |                  |                  |                  |                  |                  |
| 1999    | Formula Renault Campus France                                |                                      |                  |                  |                  |                  |                  |                  |                  |
| 2000    | Brytyjska Formuła Ford Brytyjska Formuła Ford (zimowa seria) |                                      | 16               | 0                | 0                | 1                | 5                |                  | 1                |
| 2001    | Brytyjska Formuła Ford                                       |                                      | 17               | 1                | 0                | 0                | 5                |                  |                  |
| 2002    | Brytyjska Formuła 3 klasa narodowa                           | Sweeney Racing                       | 25               | 13               | 11               | 11               | 17               | 367              | 1                |
| 2003    | Brytyjska Formuła 3                                          | Alan Docking Racing                  | 16               | 0                | 0                | 1                | 6                | 90               | 10               |
| 2003    | Formuła 3 Euroseries                                         | Opel Team KMS                        | 8                | 0                | 0                | 0                | 0                | 7                | 17               |
| 2004    | Brytyjska Formuła 3                                          | P1 Racing                            | 23               | 5                | 4                | 2                | 10               | 233              | 2                |
| 2004    | Masters of Formula 3                                         | P1 Racing                            | 1                | 0                | 0                | 0                | 1                | N/A              | 3                |
| 2005    | Seria GP2                                                    | Super Nova Racing                    | 23               | 3                | 0                | 2                | 5                | 53               | 5                |
| 2005    | Formuła 1                                                    | BAR                                  | Kierowca testowy | Kierowca testowy | Kierowca testowy | Kierowca testowy | Kierowca testowy | Kierowca testowy | Kierowca testowy |
| 2006    | Seria GP2                                                    | Racing Engineering                   | 21               | 0                | 1                | 0                | 4                | 33               | 8                |
| 2007    | Seria GP2                                                    | Fisichella Motor Sport               | 16               | 2                | 0                | 0                | 5                | 36               | 7                |
| 2007    | DTM                                                          | Futurecom TME                        | 5                | 0                | 0                | 0                | 0                | 0                | 18               |
| 2007-08 | A1 Grand Prix                                                | A1 Team Ireland                      | 18               | 1                | 0                | 0                | 4                | 94               | 6                |
| 2008    | Seria GP2                                                    | Fisichella Motor Sport International | 4                | 0                | 1                | 0                | 0                | 1                | 25               |
| 2008-09 | A1 Grand Prix                                                | A1 Team Ireland                      | 14               | 5                | 6                | 5                | 8                | 112              | 1                |
| 2010    | IndyCar                                                      | Andretti Autosport                   | 2                | 0                | 0                | 0                | 0                | 26               | 35               |
| 2011    | Seria GP2                                                    | Super Nova Racing                    | 8                | 0                | 0                | 0                | 0                | 6                | 17               |
| 2011    | Formuła Renault 3.5                                          | P1 Motorsport                        | 2                | 0                | 0                | 0                | 1                | 27               | 17               |
| 2011    | Auto GP                                                      | Campos Racing                        | 6                | 1                | 1                | 1                | 3                | 64               | 10               |
| 2012    | FIA GT1 World Championship                                   | Belgian Audi Club Team WRT           | 2                | 0                | 1                | 0                | 1                | 18               | 20               |
| 2012    | Blancpain Endurance Series – GT3 Pro Cup                     | BMW / Vita4one Racing Team           | 1                | 0                | 0                | 0                | 0                | 10               | 21               |
| 2013    | Gulf 12 Hours – GT3                                          | Gulf Racing                          | 1                | 0                | 0                | 0                | 0                | N/A              | 5                |
| 2013    | Blancpain Endurance Series – GT3 Pro Cup                     | Gulf Racing                          | 5                | 0                | 0                | 0                | 1                | 25               | 14               |
| 2014    | European Le Mans Series – GTE                                | Gulf Racing UK                       | 4                | 0                | 0                | 0                | 0                | 16               | 14               |
| 2014    | British GT Championship – GT3                                | FF Corse                             | 5                | 0                | 0                | 0                | 2                | 39               | 15               |

## Wyniki w GP2
| Legenda oznaczeń w tabelach wyników Wyświetl szablon na nowej stronie | Legenda oznaczeń w tabelach wyników Wyświetl szablon na nowej stronie                                                                     |
| Oznaczenie                                                            | Wyjaśnienie |
| --------------------------------------------------------------------- | --- |
| Złoty                                                                 | Zwycięzca lub mistrzostwo |
| Srebrny                                                               | 2. miejsce lub wicemistrzostwo |
| Brązowy                                                               | 3. miejsce lub II wicemistrzostwo |
| Zielony                                                               | Ukończył, punktował (w klasyfikacji generalnej, gdy zdobył co najmniej jeden punkt na przestrzeni sezonu, poza trzema powyższymi opcjami) |
| Niebieski                                                             | Ukończył, nie punktował (w klasyfikacji generalnej, gdy nie zdobył co najmniej jednego punktu na przestrzeni sezonu)                      |
| Czerwony                                                              | Nie zakwalifikował się (NZ) |
| Czerwony                                                              | Nie prekwalifikował się (NPK) |
| Różowy                                                                | Nie ukończył (NU) |
| Różowy                                                                | Niesklasyfikowany (NS) (w klasyfikacji generalnej, gdy nie został sklasyfikowany w żadnym wyścigu sezonu)                                 |
| Czarny                                                                | Zdyskwalifikowany (DK) |
| Czarny                                                                | Wykluczony (WYK/EX) |
| Biały                                                                 | Nie wystartował (NW) |
| Biały                                                                 | Kontuzjowany (K/INJ) |
| Biały                                                                 | Wyścig odwołany (OD/C) |
| Bez koloru                                                            | Został wycofany (WYC/WD) |
| Bez koloru                                                            | Nie przybył (NP/DNA) |
| Bez koloru                                                            | Nie brał udziału w treningach (NT/DNP) |
| Bez koloru                                                            | Nie został zgłoszony (–) |
| Pogrubienie                                                           | Start z pole position |
| Kursywa                                                               | Najszybsze okrążenie wyścigu |
| †                                                                     | Nie ukończył, ale jego rezultat został zaliczony ze względu na przejechanie więcej niż 90% dystansu wyścigu.                              |
| *                                                                     | Sezon w trakcie |
| 1/2/3                                                                 | Punktowana pozycja w sprincie kwalifikacyjnym                                                                                             |
| Lista systemów punktacji Formuły 1                                    | |

| Rok  | Zespół                               | Wyniki w poszczególnych eliminacjach | Wyniki w poszczególnych eliminacjach | Wyniki w poszczególnych eliminacjach | Wyniki w poszczególnych eliminacjach | Wyniki w poszczególnych eliminacjach | Wyniki w poszczególnych eliminacjach | Wyniki w poszczególnych eliminacjach | Wyniki w poszczególnych eliminacjach | Wyniki w poszczególnych eliminacjach | Wyniki w poszczególnych eliminacjach | Wyniki w poszczególnych eliminacjach | Wyniki w poszczególnych eliminacjach | Wyniki w poszczególnych eliminacjach | Wyniki w poszczególnych eliminacjach | Wyniki w poszczególnych eliminacjach | Wyniki w poszczególnych eliminacjach | Wyniki w poszczególnych eliminacjach | Wyniki w poszczególnych eliminacjach | Wyniki w poszczególnych eliminacjach | Wyniki w poszczególnych eliminacjach | Wyniki w poszczególnych eliminacjach | Wyniki w poszczególnych eliminacjach | Wyniki w poszczególnych eliminacjach | Punkty | Pozycja |
| ---- | ------------------------------------ | ------------------------------------ | ------------------------------------ | ------------------------------------ | ------------------------------------ | ------------------------------------ | ------------------------------------ | ------------------------------------ | ------------------------------------ | ------------------------------------ | ------------------------------------ | ------------------------------------ | ------------------------------------ | ------------------------------------ | ------------------------------------ | ------------------------------------ | ------------------------------------ | ------------------------------------ | ------------------------------------ | ------------------------------------ | ------------------------------------ | ------------------------------------ | ------------------------------------ | ------------------------------------ | ------ | ------- |
| 2005 | Super Nova Racing                    | SMR                                  | SMR                                  | ESP                                  | ESP                                  | MON                                  | NÜR                                  | NÜR                                  | FRA                                  | FRA                                  | GBR                                  | GBR                                  | HOC                                  | HOC                                  | HUN                                  | HUN                                  | TUR                                  | TUR                                  | ITA                                  | ITA                                  | BEL                                  | BEL                                  | BHR                                  | BHR                                  | 53     | 5       |
| 2005 | Super Nova Racing                    | 5                                    | 1                                    | 7                                    | 6                                    | 1                                    | NU                                   | 2                                    | 4                                    | 6                                    | 21†                                  | 8                                    | NU                                   | 11                                   | 9                                    | 9                                    | 7                                    | 2                                    | 5                                    | 6                                    | 8                                    | 1                                    | 9                                    | 8                                    | 53     | 5       |
| 2006 | Racing Engineering                   | VAL                                  | VAL                                  | SMR                                  | SMR                                  | NÜR                                  | NÜR                                  | ESP                                  | ESP                                  | MON                                  | GBR                                  | GBR                                  | FRA                                  | FRA                                  | HOC                                  | HOC                                  | HUN                                  | HUN                                  | TUR                                  | TUR                                  | ITA                                  | ITA                                  |                                      |                                      | 33     | 8       |
| 2006 | Racing Engineering                   | 14                                   | NU                                   | NU                                   | 12                                   | 3                                    | 5                                    | 10                                   | 12                                   | NU                                   | 3                                    | 2                                    | 20                                   | 14                                   | 6                                    | 8                                    | 7                                    | NU                                   | 6                                    | 3                                    | NU                                   | NU                                   |                                      |                                      | 33     | 8       |
| 2007 | Fisichella Motor Sport               | BHR                                  | BHR                                  | ESP                                  | ESP                                  | MON                                  | FRA                                  | FRA                                  | GBR                                  | GBR                                  | DEU                                  | DEU                                  | HUN                                  | HUN                                  | TUR                                  | TUR                                  | ITA                                  | ITA                                  | BEL                                  | BEL                                  | VAL                                  | VAL                                  |                                      |                                      | 36     | 7       |
| 2007 | Fisichella Motor Sport               | –                                    | –                                    | –                                    | –                                    | –                                    | DK                                   | 14                                   | 6                                    | 1                                    | NU                                   | 14                                   | 1                                    | 2                                    | 3                                    | 3                                    | NU                                   | 15*                                  | NU                                   | 6                                    | NU                                   | 15                                   |                                      |                                      | 36     | 7       |
| 2008 | Fisichella Motor Sport International | ESP                                  | ESP                                  | TUR                                  | TUR                                  | MON                                  | MON                                  | FRA                                  | FRA                                  | GBR                                  | GBR                                  | DEU                                  | DEU                                  | HUN                                  | HUN                                  | VAL                                  | VAL                                  | BEL                                  | BEL                                  | ITA                                  | ITA                                  |                                      |                                      |                                      | 1      | 25      |
| 2008 | Fisichella Motor Sport International | –                                    | –                                    | 8                                    | NU                                   | NU                                   | NU                                   | –                                    | –                                    | –                                    | –                                    | –                                    | –                                    | –                                    | –                                    | –                                    | –                                    | –                                    | –                                    | –                                    | –                                    |                                      |                                      |                                      | 1      | 25      |
| 2011 | Super Nova Racing                    | TUR                                  | TUR                                  | ESP                                  | ESP                                  | MON                                  | MON                                  | VAL                                  | VAL                                  | GBR                                  | GBR                                  | DEU                                  | DEU                                  | HUN                                  | HUN                                  | BEL                                  | BEL                                  | ITA                                  | ITA                                  |                                      |                                      |                                      |                                      |                                      | 6      | 17      |
| 2011 | Super Nova Racing                    | –                                    | –                                    | –                                    | –                                    | –                                    | –                                    | –                                    | –                                    | –                                    | –                                    | 16                                   | 5                                    | 19                                   | 12                                   | 9                                    | 11                                   | 5                                    | 11                                   |                                      |                                      |                                      |                                      |                                      | 6      | 17      |

## Wyniki w Formule Renault 3.5
| Legenda oznaczeń w tabelach wyników Wyświetl szablon na nowej stronie | Legenda oznaczeń w tabelach wyników Wyświetl szablon na nowej stronie                                                                     |
| Oznaczenie                                                            | Wyjaśnienie |
| --------------------------------------------------------------------- | --- |
| Złoty                                                                 | Zwycięzca lub mistrzostwo |
| Srebrny                                                               | 2. miejsce lub wicemistrzostwo |
| Brązowy                                                               | 3. miejsce lub II wicemistrzostwo |
| Zielony                                                               | Ukończył, punktował (w klasyfikacji generalnej, gdy zdobył co najmniej jeden punkt na przestrzeni sezonu, poza trzema powyższymi opcjami) |
| Niebieski                                                             | Ukończył, nie punktował (w klasyfikacji generalnej, gdy nie zdobył co najmniej jednego punktu na przestrzeni sezonu)                      |
| Czerwony                                                              | Nie zakwalifikował się (NZ) |
| Czerwony                                                              | Nie prekwalifikował się (NPK) |
| Różowy                                                                | Nie ukończył (NU) |
| Różowy                                                                | Niesklasyfikowany (NS) (w klasyfikacji generalnej, gdy nie został sklasyfikowany w żadnym wyścigu sezonu)                                 |
| Czarny                                                                | Zdyskwalifikowany (DK) |
| Czarny                                                                | Wykluczony (WYK/EX) |
| Biały                                                                 | Nie wystartował (NW) |
| Biały                                                                 | Kontuzjowany (K/INJ) |
| Biały                                                                 | Wyścig odwołany (OD/C) |
| Bez koloru                                                            | Został wycofany (WYC/WD) |
| Bez koloru                                                            | Nie przybył (NP/DNA) |
| Bez koloru                                                            | Nie brał udziału w treningach (NT/DNP) |
| Bez koloru                                                            | Nie został zgłoszony (–) |
| Pogrubienie                                                           | Start z pole position |
| Kursywa                                                               | Najszybsze okrążenie wyścigu |
| †                                                                     | Nie ukończył, ale jego rezultat został zaliczony ze względu na przejechanie więcej niż 90% dystansu wyścigu.                              |
| *                                                                     | Sezon w trakcie |
| 1/2/3                                                                 | Punktowana pozycja w sprincie kwalifikacyjnym                                                                                             |
| Lista systemów punktacji Formuły 1                                    | |

| Rok  | Zespół        | Wyniki w poszczególnych eliminacjach | Wyniki w poszczególnych eliminacjach | Wyniki w poszczególnych eliminacjach | Wyniki w poszczególnych eliminacjach | Wyniki w poszczególnych eliminacjach | Wyniki w poszczególnych eliminacjach | Wyniki w poszczególnych eliminacjach | Wyniki w poszczególnych eliminacjach | Wyniki w poszczególnych eliminacjach | Wyniki w poszczególnych eliminacjach | Wyniki w poszczególnych eliminacjach | Wyniki w poszczególnych eliminacjach | Wyniki w poszczególnych eliminacjach | Wyniki w poszczególnych eliminacjach | Wyniki w poszczególnych eliminacjach | Wyniki w poszczególnych eliminacjach | Wyniki w poszczególnych eliminacjach | Punkty | Pozycja |
| ---- | ------------- | ------------------------------------ | ------------------------------------ | ------------------------------------ | ------------------------------------ | ------------------------------------ | ------------------------------------ | ------------------------------------ | ------------------------------------ | ------------------------------------ | ------------------------------------ | ------------------------------------ | ------------------------------------ | ------------------------------------ | ------------------------------------ | ------------------------------------ | ------------------------------------ | ------------------------------------ | ------ | ------- |
| 2011 | P1 Motorsport | ARA                                  | ARA                                  | BEL                                  | BEL                                  | ITA                                  | ITA                                  | MON                                  | DEU                                  | DEU                                  | HUN                                  | HUN                                  | GBR                                  | GBR                                  | FRA                                  | FRA                                  | CAT                                  | CAT                                  | 27     | 17      |
| 2011 | P1 Motorsport | –                                    | –                                    | –                                    | –                                    | –                                    | –                                    | –                                    | –                                    | –                                    | 4                                    | 3                                    | –                                    | –                                    | –                                    | –                                    | –                                    | –                                    | 27     | 17      |

## Wyniki w Formule E
| Legenda oznaczeń w tabelach wyników Wyświetl szablon na nowej stronie | Legenda oznaczeń w tabelach wyników Wyświetl szablon na nowej stronie                                                                     |
| Oznaczenie                                                            | Wyjaśnienie |
| --------------------------------------------------------------------- | --- |
| Złoty                                                                 | Zwycięzca lub mistrzostwo |
| Srebrny                                                               | 2. miejsce lub wicemistrzostwo |
| Brązowy                                                               | 3. miejsce lub II wicemistrzostwo |
| Zielony                                                               | Ukończył, punktował (w klasyfikacji generalnej, gdy zdobył co najmniej jeden punkt na przestrzeni sezonu, poza trzema powyższymi opcjami) |
| Niebieski                                                             | Ukończył, nie punktował (w klasyfikacji generalnej, gdy nie zdobył co najmniej jednego punktu na przestrzeni sezonu)                      |
| Czerwony                                                              | Nie zakwalifikował się (NZ) |
| Czerwony                                                              | Nie prekwalifikował się (NPK) |
| Różowy                                                                | Nie ukończył (NU) |
| Różowy                                                                | Niesklasyfikowany (NS) (w klasyfikacji generalnej, gdy nie został sklasyfikowany w żadnym wyścigu sezonu)                                 |
| Czarny                                                                | Zdyskwalifikowany (DK) |
| Czarny                                                                | Wykluczony (WYK/EX) |
| Biały                                                                 | Nie wystartował (NW) |
| Biały                                                                 | Kontuzjowany (K/INJ) |
| Biały                                                                 | Wyścig odwołany (OD/C) |
| Bez koloru                                                            | Został wycofany (WYC/WD) |
| Bez koloru                                                            | Nie przybył (NP/DNA) |
| Bez koloru                                                            | Nie brał udziału w treningach (NT/DNP) |
| Bez koloru                                                            | Nie został zgłoszony (–) |
| Pogrubienie                                                           | Start z pole position |
| Kursywa                                                               | Najszybsze okrążenie wyścigu |
| †                                                                     | Nie ukończył, ale jego rezultat został zaliczony ze względu na przejechanie więcej niż 90% dystansu wyścigu.                              |
| *                                                                     | Sezon w trakcie |
| 1/2/3                                                                 | Punktowana pozycja w sprincie kwalifikacyjnym                                                                                             |
| Lista systemów punktacji Formuły 1                                    | |

| Rok       | Zespół                  | Wyniki w poszczególnych eliminacjach | Wyniki w poszczególnych eliminacjach | Wyniki w poszczególnych eliminacjach | Wyniki w poszczególnych eliminacjach | Wyniki w poszczególnych eliminacjach | Wyniki w poszczególnych eliminacjach | Wyniki w poszczególnych eliminacjach | Wyniki w poszczególnych eliminacjach | Wyniki w poszczególnych eliminacjach | Wyniki w poszczególnych eliminacjach | Wyniki w poszczególnych eliminacjach | Wyniki w poszczególnych eliminacjach | Punkty | Pozycja |
| --------- | ----------------------- | ------------------------------------ | ------------------------------------ | ------------------------------------ | ------------------------------------ | ------------------------------------ | ------------------------------------ | ------------------------------------ | ------------------------------------ | ------------------------------------ | ------------------------------------ | ------------------------------------ | ------------------------------------ | ------ | ------- |
| 2016/2017 | Panasonic Jaguar Racing | Hongkong                             | Maroko                               | Argentyna                            | Meksyk                               | Monako                               | Francja                              | Niemcy                               | Niemcy                               | Stany Zjednoczone                    | Stany Zjednoczone                    | Kanada                               | Kanada                               | 5      | 21      |
| 2016/2017 | Panasonic Jaguar Racing | 12                                   | 14                                   | 17                                   | 8                                    | 14                                   | 15                                   | 14                                   | 16                                   | 10                                   | 11                                   | 16                                   | 14                                   | 5      | 21      |